# (34768) 2001 QK221
(34768) 2001 QK221 est un astéroïde de la ceinture principale découvert en 2001.

## Description
(34768) 2001 QK221 a été découvert le 24 août 2001 à l'observatoire Palomar, situé au nord de San Diego en Californie, par le programme Near Earth Asteroid Tracking (NEAT).

### Caractéristiques orbitales
L'orbite de cet astéroïde est caractérisée par un demi-grand axe de 2,32 ua, un périhélie de 1,84 ua, une excentricité de 0,21 et une inclinaison de 6,50° par rapport à l'écliptique. Du fait de ces caractéristiques, à savoir un demi-grand axe compris entre 2 et 3,2 ua et un périhélie supérieur à 1,666 ua, il est classé, selon la JPL Small-Body Database, comme objet de la ceinture principale.

### Caractéristiques physiques
(34768) 2001 QK221 a une magnitude absolue (H) de 15,4 et un albédo estimé à 0,326.